# Tau Scorpii

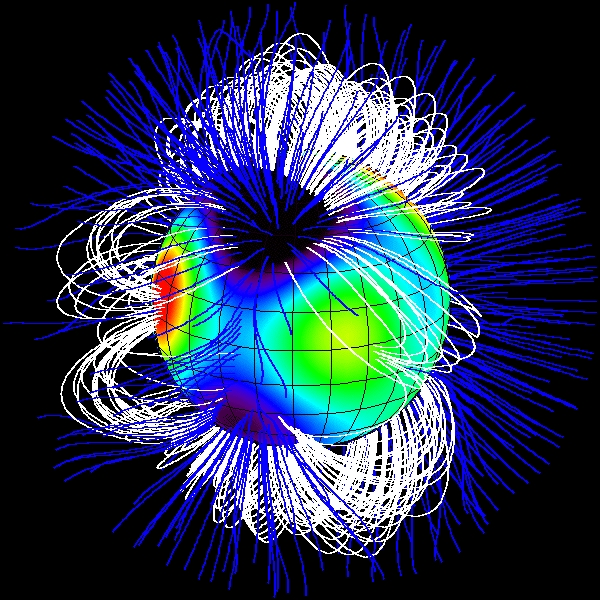
Darstellung der magnetischen Feldlinien von Tau Scorpii

τ Scorpii (Tau Scorpii, τ Sco) ist ein Stern im Skorpion. Seine Entfernung beträgt rund 500 Lichtjahre.
Zusammen mit σ Scorpii wurde der Stern in der historischen arabischen Astronomie als Alniyat / Al Niyat (arabisch النياط, DMG an-niyāṭ) bezeichnet.
Die Analyse des Spektrums von τ Scorpii durch Albrecht Unsöld, aufgenommen 1939 bei einem Besuch des Yerkes- und des McDonald-Observatoriums, lieferte die erste detaillierte Analyse eines Sterns außer der Sonne.
Der Stern ist ein Blauer Nachzügler und hat ein außergewöhnlich starkes Magnetfeld. Es wird vermutet, dass Tau Scorpii das Ergebnis einer Sternkollision sein könnte. Eine Forschergruppe konnte 2019 mit einer Simulation zeigen, dass die besonderen magnetischen Eigenschaften von Tau Scorpii tatsächlich auf so eine Verschmelzung zweier Sterne zurückzuführen sein könnten. Ausgangslage für die Simulation bildete die Kollision von zwei Sternen mit der acht- respektive neunfachen Sonnenmasse. Gemäß der Simulation führt die Kollision der Sterne zur Entstehung einer Akkretionsscheibe, welche den neu entstandenen Stern umkreist. Durch die hohe Geschwindigkeit der Teilchen in Stern und Akkretionsscheibe bilden sich starke Magnetfelder aus. Auf diese Art entstandene Magnetfelder können sich möglicherweise dermaßen lange halten, dass sie selbst nach einer Supernova erhalten blieben. Tau Scorpii als frisch entstandener Neutronenstern hätte dann womöglich weiterhin ein enorm starkes Magnetfeld, wäre also ein Magnetar.